# Odómetro
Odómetro (português europeu) ou odômetro (português brasileiro) ou hodómetro (português europeu) ou hodômetro (português brasileiro) (do grego ὁδός, "caminho" e -μέτρον, medida) é um equipamento destinado a medir a distância percorrida por um veículo. Normalmente ele é indicado no visor com a palavra "ODO" para distância total e "DST" para distâncias parciais.

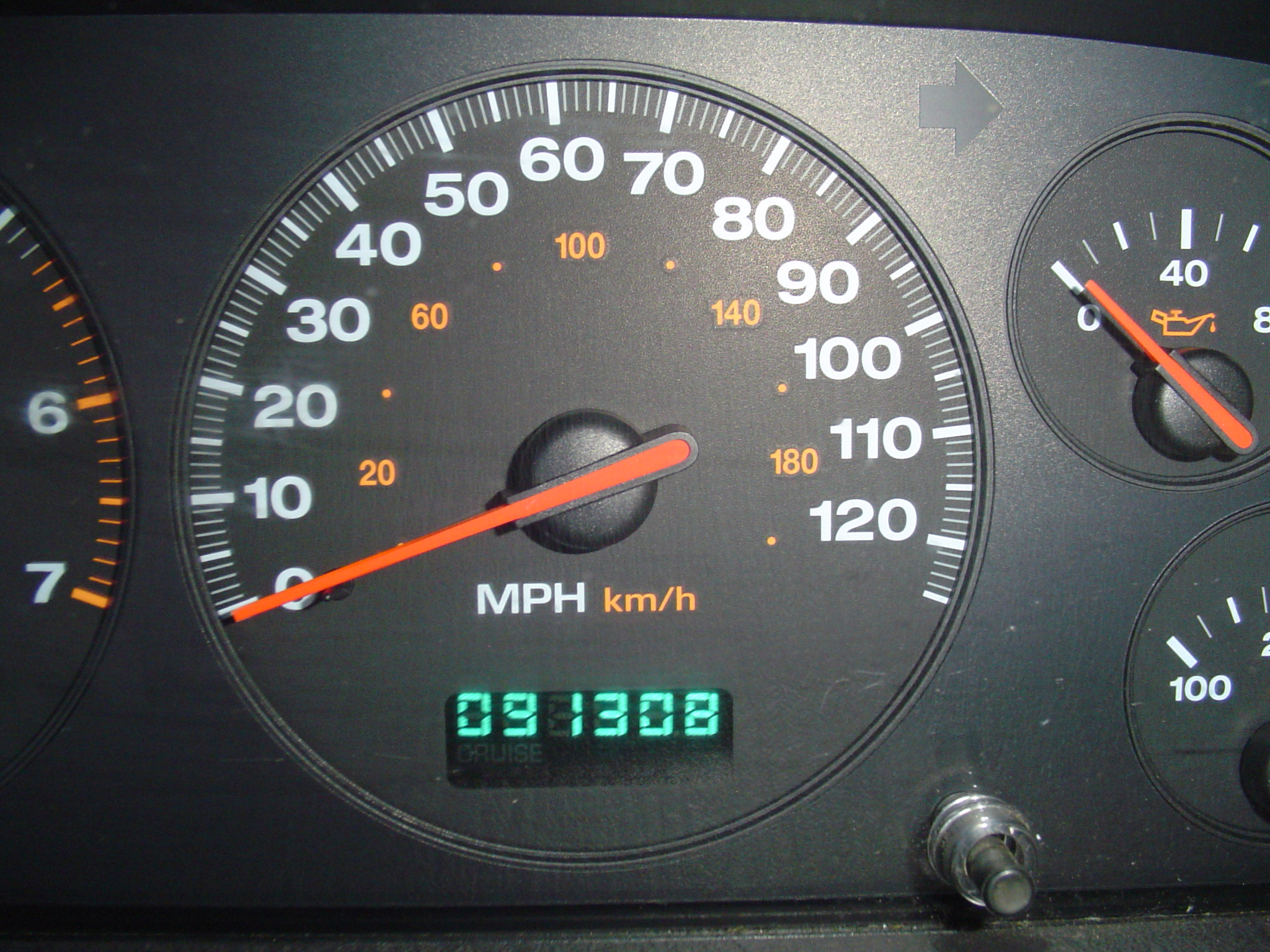
Um hodômetro digital marcando 91.308 milhas rodadas

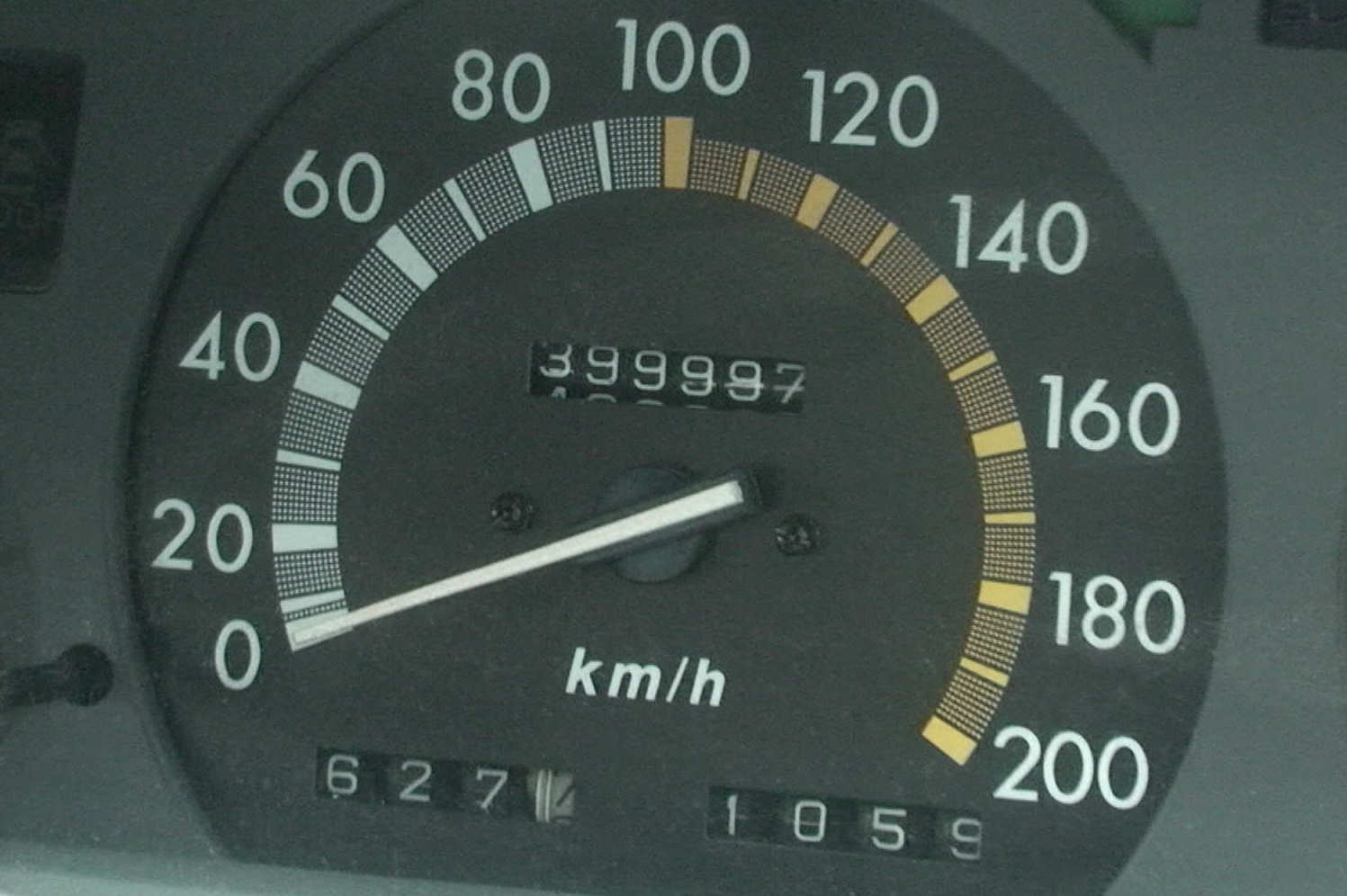
Um hodômetro analógico marcando 399.997 quilômetros rodados

O velocímetro trabalha em conjunto com o odômetro, pois o cálculo é feito entre a distância percorrida e o tempo em questão, gerando a velocidade atual. Hoje em dia, a função do hodômetro pode ser realizada também através do GPS.  